# Miguel Ángel Martínez Martínez
Miguel Ángel Martínez Martínez (ur. 30 stycznia 1940 w Madrycie) – hiszpański polityk, deputowany do Parlamentu Europejskiego V, VI i VII kadencji.

## Życiorys
Studiował na uczelniach w Madrycie, Tuluzie i Wiedniu. Zaangażowany w działalność Międzynarodowej Unii Młodych Socjalistów, w latach 60. był zastępcą sekretarza generalnego i wiceprzewodniczącym tej organizacji. Od 1973 zatrudniony w Międzynarodowej Konfederacji Wolnych Związków Zawodowych (ICFTU). W 1980 wszedł w skład władz regionalnych Unión General de Trabajadores w Ciudad Real, a rok później został sekretarzem generalnym Hiszpańskiej Socjalistycznej Partii Robotniczej we wspólnocie autonomicznej Kastylia-La Mancha.
W 1977 z ramienia PSOE został wybrany do Kongresu Deputowanych. W niższej izbie Kortezów Generalnych zasiadał do 1999. Pełnił m.in. funkcję wiceprzewodniczącego (1983–1992) i przewodniczącego (1992–1996) Zgromadzenia Parlamentarnego Rady Europy. W 1999, 2004 i 2009 uzyskiwał mandat posła do Parlamentu Europejskiego. W V kadencji był wiceprzewodniczącym grupy socjalistycznej. W 2007 objął stanowisko wiceprzewodniczącego Europarlamentu, utrzymał je także po wyborach w 2009.
Uhonorowany tytułami doktora honoris causa przez uniwersytety w Moskwie, Kluż i Aberdeen. W 1994 został odznaczony Krzyżem Komandorskim z Gwiazdą Orderu Zasługi RP przez prezydenta Lecha Wałęsę.